# Czaple Wielkie
Czaple Wielkie est une localité polonaise de la gmina de Gołcza, située dans le powiat de Miechów en voïvodie de Petite-Pologne.